# 分子ロボット
分子ロボットは、大きさが 1μm 以下の自律移動可能な超小型ロボット、またはマイクロメートルからナノメートル単位の物体を扱えるロボットを指す。

## 概要
分子ロボットは工学と生物学、化学の融合によって生まれつつあるロボットでマイクロメートル（メートルの1000万分の1）からナノメートル（メートルの10億分の1）の大きさのロボットの開発を目標にする。
以前のMEMSやマイクロボットでは主に金属などを加工して小さな機械を作ろうとしていたが、分子ロボットは機能を持った小さな生体分子を使って小さな機械を組み上げるという新しい手法を採用する。
2011年から分子ロボットの国際競技である国際生体分子コンテスト(Biomod)が開催され、2012年には日本から参加したチームが優勝した。

## 用途
分子ロボットは体中から健康状態を常にモニタリングしたり、病気の患部へ直接薬を運ばせることで、副作用の少ない治療等が検討される。